# Анастасия Ражнатович
Анаста̀сия Ражна̀тович (на сръбски: Анастасија Ражнатовић) е сръбска певица. Започва своята музикална кариера на 20-годишна възраст, когато пуска първия си сингъл Савршен пар. На следващата година, 2019 г., издава втория си сингъл Ране. През 2016 г. изпява беквокалите в песните на своята майка Светлана Ражнатович за музикалния ѝ албум Аутограм. През 2019 г. Анастасия е номинирана за дебютант на годината.

## Биография
Анастасия Ражнатович е родена на 25 май 1998 г. в Белград. Нейни родители са Светлана Ражнатович, известна сръбска певица, и Желко Ражнатович, основател на паравоенната формация Сръбска доброволческа гвардия и политик. Ненавършила двегодишна възраст, Анастасия губи своя баща, който е убит при покушение. Родният ѝ брат Велко е с една година по-голям от нея. Анастасия има и трима полубратя и четири полусестри от страна на баща си. Анастасия Ражнатович завършва Британското международно училище в Белград и Музикалното училище в сръбската столица.
През март 2022 г. Анастасия започва да излиза със сръбския футболист Неманя Гудел. През август 2023 г. Ражнатович и Гудел се женят на тайна церемония в манастира Райновац, община Гроцка в Белградски окръг.

## Кариера
До издаването на първата си песен през 2018 г. Анастасия дава изявления, че няма намерение да се занимава професионално с музика. През октомври 2016 г. тя става лице на известния производител на кожени палта Inverno caldo. В началото на 2018 г. се появява в списание Вог като лице на марката Inverno caldo. В средата на 2018 г. тя издава първия си сингъл, озаглавен Савршен пар. Малко след издаването на песента, тя обявява, че ще запише още една. Сръбското списание Сцена посочва, че в клипа на Анастасия са инвестирани над 20 000 евро.

## Дискография

### Сингли
- Савршен пар (2018)
- Ране (2019)
- Хероина (2020)
- Волим те (2020)
- Промашена (2020)
- Готово (2021)
- Извини (2021)
- Убица (2022)
- Отказ (2022) дует с Ем Си Стоян
- Брани ме (2023)

### Видеография
| Песен       | Година | Режисьор            |
| ----------- | ------ | ------------------- |
| Савршен пар | 2018   | Андрей Илич         |
| Ране        | 2019   | Неманя Новакович    |
| Волим те    | 2020   | Люба                |
| Хероина     | 2020   | Люба, Славко Гаврич |
| Промашена   | 2020   | Неманя Новакович    |
| Готово      | 2021   | Неманя Новакович    |
| Извини      | 2021   | Неманя Новакович    |
| Убица       | 2022   | Вижуал Инфинити     |
| Отказ       | 2022   | Мирослав Арсич      |
| Брани ме    | 2023   | Неманя Новакович    |

### Беквокали
- Аутограм (2016) албум на Цеца